# Talmas
Talmas là một xã ở tỉnh Somme, vùng Hauts-de-France, Pháp.

## Địa lý
Thị trấn này có cự ly khoảng 11 dặm Anh về phía bắc của Amiens, tại giao lộ của đường N25 và đường D60.

## Dân số
| 1962                                                  | 1968 | 1975 | 1982 | 1990 | 1999 | 2006 |
| ----------------------------------------------------- | ---- | ---- | ---- | ---- | ---- | ---- |
| 448                                                   | 554  | 787  | 1027 | 123  | 1053 | 1087 |
| Số liệu dân số từ năm 1962, dân số không tính hai lần |      |      |      |      |      |      |